# 假设我们有一个开罐器
“假设我们有一个开罐器”（或“假设一个开罐器”）是用来讽刺经济学家和其他理论家将结论建立在不合理或过度简化的假设基础上的一个短语。
这个短语至少可以追溯到1970年的一则笑话，可能源于英国经济学家。第一本提到它的书可能是肯尼思·博尔丁的《作为一门科学的经济学》（Economics as a Science，1970年）：
有一个物理学家、化学家和经济学家被困在荒岛上的故事，他们没有任何工具，但有一罐食物。物理学家和化学家各自设计了巧妙的机械来打开罐頭；而经济学家只说了“假设我们有一个開罐器”！
这个短语在1981年的一本书得到传播，并且已广为人知，以至于许多经济学主题的作者都将其用作流行语，而不作进一步解释。

## 用例
该笑话用于嘲笑经济学家的例子包括1981年乔治·古德曼（化名“亚当·斯密”）所著的《纸币》一书，他将这个故事用讽刺当时经济学家中的潮流：假设通货膨胀会自动消失，他嘲讽经济学家是“这个深奥之谜的大祭司”的观念。相反，他质问“为什么经济学家总是错的”。“假设一个开罐器”这句话成了“他对经济学家的演绎逻辑和分析模型的挑剔的指责”。
美国的罗纳德·里根总统于1987年4月9日向普渡大學的学生和教职员工讲了这个笑话，他说：
|  | 似乎一位经济学家、一位化学家和一位工程师被困在了荒岛上。他们只有一罐豆子，却没有开罐器。工程师建议让他爬上一棵棕榈树到一个精确的高度，然后往一个精确的距离、精确的角度把豆子扔出去。“而当罐子撞击时，”他说，“它就会裂开。”“不，”化学家说。“我们得把罐头放在阳光下，直到热量使豆子膨胀到罐头爆炸为止。”“胡说八道，”经济学家说。“两种方法都会让我们损失太多的豆子。按照我的计划，不会有什么乱七八糟的，也不会丢一粒豆子。”“嗯，”工程师和化学家说，“我们当然愿意考虑。你的计划是什么？”经济学家回答说：“好，首先假设我们有一个开罐器。” |

意大利财政部长Tommaso Padoa-Schioppa在2006年用了这个短语来说明“很多时候，当经济学家发表评论时，他们会假设政治不存在。”在澳大利亚，它被用来描述“一位与现实完全脱节的财务主管”和政客“假设已经没有”全球温室气体协议的问题。在印度，有人用它用来描述美国对华经济政策。
这个短语的使用已扩展到经济学之外。有人用它来描述中东和谈的外交官和谈判者，讽刺这些人的言行举止“好像冲突只是一个天大的误会”和“（假设）一群不存在的领导人，借此变出一个更好的现实。”